# Matchbox Twenty/Diskografie
Diese Diskografie ist eine Übersicht über die musikalischen Werke der US-amerikanischen Rockband Matchbox Twenty. Den Schallplattenauszeichnungen zufolge hat sie bisher mehr als 44,5 Millionen Tonträger verkauft, davon alleine in ihrer Heimat über 39,5 Millionen. Ihre erfolgreichste Veröffentlichung ist das Album Yourself or Someone Like You mit über 14,7 Millionen verkauften Einheiten.

## Alben

### Studioalben
| Jahr | Titel                        | Höchstplatzierung, Gesamtwochen, AuszeichnungChartplatzierungen (Jahr, Titel, Platzierungen, Wochen, Auszeichnungen, Anmerkungen) | Höchstplatzierung, Gesamtwochen, AuszeichnungChartplatzierungen (Jahr, Titel, Platzierungen, Wochen, Auszeichnungen, Anmerkungen) | Höchstplatzierung, Gesamtwochen, AuszeichnungChartplatzierungen (Jahr, Titel, Platzierungen, Wochen, Auszeichnungen, Anmerkungen) | Höchstplatzierung, Gesamtwochen, AuszeichnungChartplatzierungen (Jahr, Titel, Platzierungen, Wochen, Auszeichnungen, Anmerkungen) | Höchstplatzierung, Gesamtwochen, AuszeichnungChartplatzierungen (Jahr, Titel, Platzierungen, Wochen, Auszeichnungen, Anmerkungen) | Anmerkungen                                                   |
| Jahr | Titel                        | DE | AT | CH | UK | US | Anmerkungen                                                   |
| ---- | ---------------------------- | --- | --- | --- | --- | --- | ------------------------------------------------------------- |
| 1996 | Yourself or Someone Like You | DE21 (20 Wo.)DE | — | CH46 (1 Wo.)CH | UK50 Gold · (3 Wo.)UK | US5 ×2Diamant + Doppelplatin · (121 Wo.)US                                                                                        | Erstveröffentlichung: 1. Oktober 1996 Verkäufe: + 14.780.000  |
| 2000 | Mad Season                   | DE11 (15 Wo.)DE | — | CH57 (5 Wo.)CH | UK31 Gold · (7 Wo.)UK | US3 ×4Vierfachplatin · (77 Wo.)US                                                                                                 | Erstveröffentlichung: 23. Mai 2000 Verkäufe: + 5.287.500      |
| 2002 | More Than You Think You Are  | DE11 (7 Wo.)DE | AT40 (4 Wo.)AT | CH61 (4 Wo.)CH | UK31 Silber · (3 Wo.)UK | US6 ×2Doppelplatin · (72 Wo.)US                                                                                                   | Erstveröffentlichung: 19. November 2002 Verkäufe: + 2.122.500 |
| 2012 | North                        | DE13 (3 Wo.)DE | AT9 (5 Wo.)AT | CH25 (3 Wo.)CH | UK14 (3 Wo.)UK | US1 Gold · (23 Wo.)US | Erstveröffentlichung: 4. September 2012 Verkäufe: + 570.000   |
| 2023 | Where the Light Goes         | DE77 (1 Wo.)DE | — | CH79 (1 Wo.)CH | — | US53 (1 Wo.)US | Erstveröffentlichung: 26. Mai 2023                            |

### Kompilationen
| Jahr | Titel               | Höchstplatzierung, Gesamtwochen, AuszeichnungChartplatzierungen (Jahr, Titel, Platzierungen, Wochen, Auszeichnungen, Anmerkungen) | Höchstplatzierung, Gesamtwochen, AuszeichnungChartplatzierungen (Jahr, Titel, Platzierungen, Wochen, Auszeichnungen, Anmerkungen) | Höchstplatzierung, Gesamtwochen, AuszeichnungChartplatzierungen (Jahr, Titel, Platzierungen, Wochen, Auszeichnungen, Anmerkungen) | Höchstplatzierung, Gesamtwochen, AuszeichnungChartplatzierungen (Jahr, Titel, Platzierungen, Wochen, Auszeichnungen, Anmerkungen) | Höchstplatzierung, Gesamtwochen, AuszeichnungChartplatzierungen (Jahr, Titel, Platzierungen, Wochen, Auszeichnungen, Anmerkungen) | Anmerkungen                                                 |
| Jahr | Titel               | DE | AT | CH | UK | US | Anmerkungen                                                 |
| ---- | ------------------- | --- | --- | --- | --- | --- | ----------------------------------------------------------- |
| 2007 | Exile on Mainstream | DE28 (4 Wo.)DE | AT54 (2 Wo.)AT | CH46 (3 Wo.)CH | UK53 Silber · (1 Wo.)UK | US3 Gold · (36 Wo.)US | Erstveröffentlichung: 2. Oktober 2007 Verkäufe: + 1.285.000 |

### EPs
| Jahr | Titel | Höchstplatzierung, Gesamtwochen, AuszeichnungChartplatzierungen (Jahr, Titel, Platzierungen, Wochen, Auszeichnungen, Anmerkungen) | Höchstplatzierung, Gesamtwochen, AuszeichnungChartplatzierungen (Jahr, Titel, Platzierungen, Wochen, Auszeichnungen, Anmerkungen) | Höchstplatzierung, Gesamtwochen, AuszeichnungChartplatzierungen (Jahr, Titel, Platzierungen, Wochen, Auszeichnungen, Anmerkungen) | Höchstplatzierung, Gesamtwochen, AuszeichnungChartplatzierungen (Jahr, Titel, Platzierungen, Wochen, Auszeichnungen, Anmerkungen) | Höchstplatzierung, Gesamtwochen, AuszeichnungChartplatzierungen (Jahr, Titel, Platzierungen, Wochen, Auszeichnungen, Anmerkungen) | Anmerkungen                             |
| Jahr | Titel | DE | AT | CH | UK | US | Anmerkungen                             |
| ---- | ----- | --- | --- | --- | --- | --- | --------------------------------------- |
| 2003 | EP    | — | — | — | — | US43 (2 Wo.)US | Erstveröffentlichung: 11. November 2003 |

## Singles
| Jahr | Titel Album                               | Höchstplatzierung, Gesamtwochen, AuszeichnungChartplatzierungen (Jahr, Titel, Album, Platzierungen, Wochen, Auszeichnungen, Anmerkungen) | Höchstplatzierung, Gesamtwochen, AuszeichnungChartplatzierungen (Jahr, Titel, Album, Platzierungen, Wochen, Auszeichnungen, Anmerkungen) | Höchstplatzierung, Gesamtwochen, AuszeichnungChartplatzierungen (Jahr, Titel, Album, Platzierungen, Wochen, Auszeichnungen, Anmerkungen) | Höchstplatzierung, Gesamtwochen, AuszeichnungChartplatzierungen (Jahr, Titel, Album, Platzierungen, Wochen, Auszeichnungen, Anmerkungen) | Höchstplatzierung, Gesamtwochen, AuszeichnungChartplatzierungen (Jahr, Titel, Album, Platzierungen, Wochen, Auszeichnungen, Anmerkungen) | Anmerkungen                                                   |
| Jahr | Titel Album                               | DE | AT | CH | UK | US | Anmerkungen                                                   |
| ---- | ----------------------------------------- | --- | --- | --- | --- | --- | ------------------------------------------------------------- |
| 1996 | Long Day Yourself or Someone Like You     | — | — | — | — | US— GoldUS | Erstveröffentlichung: 16. September 1996 Verkäufe: + 570.000  |
| 1997 | Push Yourself or Someone Like You         | DE91 (5 Wo.)DE | — | — | UK38 (2 Wo.)UK | US— ×3DreifachplatinUS | Erstveröffentlichung: 27. Mai 1997 Verkäufe: + 3.410.000      |
| 1997 | 3 a.m. Yourself or Someone Like You       | DE96 (3 Wo.)DE | — | — | UK64 (1 Wo.)UK | US— ×3DreifachplatinUS | Erstveröffentlichung: 23. November 1997 Verkäufe: + 3.340.000 |
| 1998 | Real World Yourself or Someone Like You   | DE99 (2 Wo.)DE | — | — | UK92 (1 Wo.)UK | US38 Platin · (2 Wo.)US | Erstveröffentlichung: 23. Juni 1998 Verkäufe: + 1.070.000     |
| 1998 | Back 2 Good Yourself or Someone Like You  | — | — | — | — | US24 Platin · (28 Wo.)US | Erstveröffentlichung: 6. Oktober 1998 Verkäufe: + 1.000.000   |
| 2000 | Bent Mad Season                           | — | — | — | — | US1 Platin · (39 Wo.)US | Erstveröffentlichung: 4. Juli 2000 Verkäufe: + 1.000.000      |
| 2000 | If You’re Gone Mad Season                 | DE84 (3 Wo.)DE | — | — | UK50 (2 Wo.)UK | US5 ×2Doppelplatin · (42 Wo.)US | Erstveröffentlichung: 3. Oktober 2000 Verkäufe: + 2.140.000   |
| 2001 | Mad Season                                | — | — | — | UK76 (1 Wo.)UK | US48 (20 Wo.)US | Erstveröffentlichung: 16. April 2001                          |
| 2001 | Last Beautiful Girl Mad Season            | — | — | — | UK96 (1 Wo.)UK | — | Erstveröffentlichung: 12. November 2001                       |
| 2002 | Disease More Than You Think You Are       | DE85 (2 Wo.)DE | — | — | UK50 (1 Wo.)UK | US29 (20 Wo.)US | Erstveröffentlichung: 30. September 2002                      |
| 2003 | Unwell More Than You Think You Are        | — | — | — | UK83 (1 Wo.)UK | US5 ×3Dreifachplatin · (54 Wo.)US | Erstveröffentlichung: 3. April 2003 Verkäufe: + 3.240.000     |
| 2003 | Bright Lights More Than You Think You Are | — | — | — | — | US23 Platin · (21 Wo.)US | Erstveröffentlichung: 1. August 2003 Verkäufe: + 1.000.000    |
| 2007 | How Far We’ve Come Exile on Mainstream    | DE60 (7 Wo.)DE | — | — | — | US11 ×3Dreifachplatin · (22 Wo.)US | Erstveröffentlichung: 4. September 2007 Verkäufe: + 3.170.000 |
| 2012 | She’s So Mean North                       | — | AT19 (11 Wo.)AT | — | — | US40 Platin · (17 Wo.)US | Erstveröffentlichung: 12. Juni 2012 Verkäufe: + 1.250.000     |

Weitere Singles
- 2004: Downfall
- 2004: All I Need
- 2008: All Your Reasons
- 2008: These Hard Times
- 2012: Overjoyed
- 2013: Our Song
- 2023: Wild Dogs (Running In a Slow Dream)
- 2023: Don’t Get Me Wrong

## Videoalben und Musikvideos

### Videoalben
- 1999: Live from Australia
- 2002: VH1 Storytellers
- 2004: Show: A Night in the Life of Matchbox Twenty (US: Platin)

### Musikvideos
| Jahr | Titel              | Regie           |
| ---- | ------------------ | --------------- |
| 1996 | Long Day           | Roger Pistole   |
| 1997 | Push               | Nigel Dick      |
| 1997 | 3 a.m.             | Gavin Bowden    |
| 1998 | Real World         | Matthew Rolston |
| 1998 | Back 2 Good        | Paul Hunter     |
| 2000 | Bent               | Pedro Romhanyi  |
| 2000 | If You’re Gone     | Pedro Romhanyi  |
| 2001 | Mad Season         | Phil Harder     |
| 2002 | Disease            | Phil Harder     |
| 2002 | Bent               | Bob Sexton      |
| 2003 | Unwell             | Meiert Avis     |
| 2007 | How Far We’ve Come | Ramon & Pedro   |
| 2008 | These Hard Times   | Ramon & Pedro   |
| 2012 | She’s So Mean      |                 |

## Statistik

### Chartauswertung
|                     | DE    | AT    | CH    | UK    | US    |
| ------------------- | ----- | ----- | ----- | ----- | ----- |
| Nummer-eins-Alben   | DE—DE | AT—AT | CH—CH | UK—UK | US1US |
| Top-10-Alben        | DE—DE | AT1AT | CH—CH | UK—UK | US5US |
| Alben in den Charts | DE6DE | AT3AT | CH6CH | UK5UK | US7US |

|                       | DE    | AT    | CH    | UK    | US     |
| --------------------- | ----- | ----- | ----- | ----- | ------ |
| Nummer-eins-Singles   | DE—DE | AT—AT | CH—CH | UK—UK | US1US  |
| Top-10-Singles        | DE—DE | AT—AT | CH—CH | UK—UK | US3US  |
| Singles in den Charts | DE6DE | AT1AT | CH—CH | UK8UK | US10US |

### Auszeichnungen für Musikverkäufe
| Goldene Schallplatte - Australien - 2000: für die Single Bent - Kanada - 2008: für das Album Exile on Mainstream - 2012: für die Single She’s so Mean Platin-Schallplatte - Australien - 2003: für das Videoalbum VH1 Storytellers - 2012: für das Album North - 2024: für die Single Long Day - 2024: für das Lied Put Your Hands Up - 2024: für die Single Real World - Kanada - 2003: für das Album More Than You Think You Are - Neuseeland - 2001: für das Album Mad Season - 2003: für das Album More Than You Think You Are - 2021: für die Single Unwell - 2021: für die Single How Far We've Come | 2× Platin-Schallplatte - Australien - 2006: für das Videoalbum Show: A Night in the Life of Matchbox Twenty - 2024: für die Single How Far We’ve Come - 2024: für die Single If You’re Gone - Neuseeland - 2021: für das Album Exile on Mainstream - 2024: für die Single 3 a.m. - 2024: für die Single Push 3× Platin-Schallplatte - Australien - 2008: für das Album Exile on Mainstream - 2024: für die Single She’s so Mean - 2024: für die Single Unwell - Kanada - 2001: für das Album Mad Season 4× Platin-Schallplatte - Australien - 2001: für das Album Mad Season - 2024: für die Single 3 a.m. | 5× Platin-Schallplatte - Australien - 2004: für das Album More Than You Think You Are - 2024: für die Single Push - Neuseeland - 1998: für das Album Yourself or Someone Like You 8× Platin-Schallplatte - Kanada - 2000: für das Album Yourself or Someone Like You 10× Platin-Schallplatte - Australien - 2002: für das Album Yourself or Someone Like You |

Anmerkung: Auszeichnungen in Ländern aus den Charttabellen bzw. Chartboxen sind in ebendiesen zu finden.
| Land/RegionAuszeichnungen für Musikverkäufe (Land/Region, Auszeichnungen, Verkäufe, Quellen) | Silber     | Gold     | Platin         | Diamant  | Verkäufe   | Quellen              |
| -------------------------------------------------------------------------------------------- | ---------- | -------- | -------------- | -------- | ---------- | -------------------- |
| Australien (ARIA)                                                                            | —          | Gold1    | 48× Platin48   | —        | 3.230.000  | aria.com.au          |
| Kanada (MC)                                                                                  | —          | 2× Gold2 | 12× Platin12   | —        | 1.190.000  | musiccanada.com      |
| Neuseeland (RMNZ)                                                                            | —          | —        | 15× Platin15   | —        | 315.000    | radioscope.co.nz NZ2 |
| Vereinigte Staaten (RIAA)                                                                    | —          | 3× Gold3 | 28× Platin28   | Diamant1 | 39.500.000 | riaa.com             |
| Vereinigtes Königreich (BPI)                                                                 | 2× Silber2 | 2× Gold2 | —              | —        | 320.000    | bpi.co.uk            |
| Insgesamt                                                                                    | 2× Silber2 | 8× Gold8 | 103× Platin103 | Diamant1 |            |                      |